# Руски княжества
Руските княжества (през XII-XVI век) са държавни образувания на територията на съвременна Русия, Украйна, Беларус и Полша.

## Киевско княжество
Още през средата на XII век силата на княз Киев започва да притежава по-голямо влияние от границите на самото княжество на Киев, който включва земи по бреговете на притоците на Днепър – Тетерев.

## Владимиро-Суздалско княжество
До средата на XI век Ростовско-Суздалската земя се управлява от изпратени от Киев командири. Нейната истинска „дуплика“ започнала, след като стигнала до по-младия „Ярославич“ – Весевод Переяславски – и утвърждавала потомците си като свой предшественик „волоси“ през XII-XIII век.

## Збаражко княжество
Збаражското княжество (на украински: Збаразьке князівство; на полски: Księstwo Zbaraskie) e отделно васално княжество в рамките на Великото литовско княжество (от 1569 г. на Полско-Литовска държава), съществувало в периода 1456–1627 г. в югозападната част на историческата област Волиния и северната част на Подолието, имащо за столица град Збараж (днес районен център в Тернополска област на Украйна).

## Смоленско княжество
Смоленското княжество е било разположено в горните части на реките Днепър, Волга и Западна Двина през 12 и 14 век.

## Черниговско княжество
Черниговското княжество е било едно от най-големите и най-мощните държавни образувания в Русия през ХІІ-ХІІІ век. През Х-XII век Чернигов е голям занаятчийски и търговски град. През 1024 – 1036 г. и 1054 – 1239 г. – столицата на Княжество Чернигов (през 1037 – 1053 г. като част от Киевска Рус). През 1239 г. е разрушена от монголските татари.